# Heleen van Meurs
Heleen van Meurs (Groningen, 1 november 1930 – Zwolle, 23 december 2017) was een Nederlandse actrice, zangeres en presentatrice. Na haar middelbareschooltijd speelde ze bij het semiberoepsensemble van Rut Hofman. Hier deed ze veel ervaring op. Ze begon aan een studie rechten maar had een bijbaantje als omroepster. Daarnaast was Van Meurs ook al actief als zangeres. Zo zong ze in de Drentse close harmony groep de Thrianta's.
In 1956 begon Van Meurs aan een toneelopleiding aan de Royal Academy of Dramatic Arts in Londen. Twee jaar later debuteerde ze bij het Rotterdams Toneel. Daarna speelde ze onder meer bij de Nederlandse Comedie, Het Zuidelijk Toneel, Globe en de Nieuwe Comedie. In het theater regisseerde ze ook toneelstukken, zoals bij de Nieuwe Comedie in Den Haag, waar ze een aantal jaar artistiek leider was. Later regisseerde ze het Vrouwencabaret van Natascha Emanuels.
Heleen van Meurs speelde ook in films, zoals Turks fruit en Schatjes. Op televisie was ze te zien in series als Boerin in Frankrijk, De glazen stad, Maigret en Waaldrecht.
In 1958 trouwde zij met acteur John Leddy. Het echtpaar scheidde in 1964.